# Börje Anterot

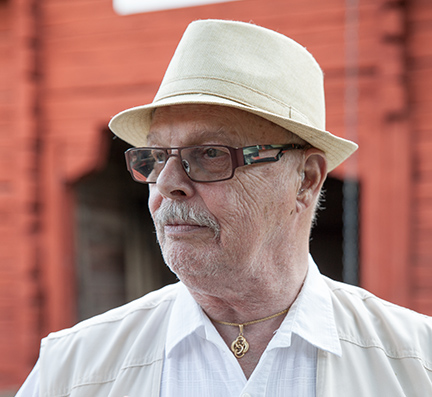
Börje Anterot, juli 2014

Börje Anterot, född 5 mars 1940 i Eskilstuna, död 28 april 2017 i Västerås, var en svensk revyförfattare.
Redan som barn vaknade teaterintresset. Hans debut ägde rum 1947 i Eskilstuna Folkets Parks barnteater, under ledning av Karl-Otto Andersson, med sången Per Olssons bonnagård. Han medverkade också i Karl-Ottos revyer på 50-talet. 1958 blev han medlem i amatörteaterföreningen Scenknuten. Vid 18 års ålder blev han för första gången revydirektör, då för Bergs Revyer i Eskilstuna.

## Biografi
Sedan 70-talet har Anterot varit verksam i Västerås. Mellan åren 1971 och 1980 arbetade han vid Västerås teater. Under 20 år spelade han revy tillsammans med Västerås Revydrottning Asta Holm och pianisten Curt Gustafsson. Tillsammans spelade de ca 700 revyföreställningar, ett 25-tal produktioner där i sort sett allt material var egenproducerat. Bland de mest uppmärksammade var sommarrevyerna på Vallby friluftsteater. Börje Anterot är även verksam i amatörteaterföreningen Studio Westmannia sedan 1971. I föreningen har han spelat såväl nyårs- och sommarrevyer, komedier, samhällsteater, friluftsteater, musikaler, tragedier m.m. 
2005 spelade man Drottning Kristina på Tidö slott, där gjorde Anterot rollen som general Stålhandske.
Med föreställningarna "Fyrtonen och släpvagnen", "BU, är det så här vi vill ha det!", "Framför en öl", "Under samma tak", "Är vi redo för beslut" turnerade Börje Anterot med olika grupper runt om i Sverige. Under 70- och 80-talet var han även verksam inom nykterhetsrörelsen. I 12 år ledde han de omtyckta allsångskvällarna på Djäkneberget i IOGT-NTO:s regi.
Börje Anterot har också skrivit studiematerial om "Framförandeteknik" samt hållit många kurser och föreläsningar om föreläsningens konst samt om kroppsspråket och dess betydelse vid framföranden.
Radio Västmanland har också varit ett forum där Börje Anterot ofta medverkat i olika programinslag som "Tankar en morgon", "En kvart med..." "Sommarpratare" samt under nära 10 år inför julen bistå med julrim till klapparna.

## Betydelse
Börje Anterot har ofta i sin revykonst, av såväl press som publik, jämförts med Karl-Gerhard.[källa behövs] Några större roller som han kreerat och uppmärksammats för är: Axel Oxenstierna, Ryttmästaren i Strindbergs ”Fadren”, Peachum i ”Tolvskillingsoperan”, ”Jösses flickor” (där han spelade samtliga mansroller), Lampa i ”En uppstoppad hund”, Mate Bukara i "Hamlet i Gödselby", Stålhandske i "Drottning Kristina", Zijo i ”Romeo och Julia i Sarajevo” samt Mjölnarsonen i ”Mästerkatten i Stövlar”. Han har också medverkat i filmen ”Halva sanningen”.

## Trivia
- 1984 tilldelades han Västerås stads kulturstipendium.
- 1982 till 2005, arbetade han som lärare och biblioteksansvarig vid Tärna folkhögskola, Sala.
- 2011 tilldelades han Västerås Kommuns Ledarskapsstipendium.

## Författarskap
Anterot har skrivit ett stort antal pjäser, ca 200 revynummer och kupletter, samt ett 40-tal melodier.
Teaterpjäser av Börje Anterot.
Dessa teaterpjäser finns på Amatörteaterns riksförbund
- Framför en öl
- BU! Är det så här vi vill ha det
- Under samma tak(komedi om kamratskap)
- Supé för två (komedi)
- Ett allvarligt fall (Komedi)
- Är vi redo för beslut

Kontakta författaren om det gäller dessa teaterpjäser
- Sommarens sista vind (Komedi)
- Stekta harar å gödda svin (Lustspel)
- Vallbykåkar (Lustspel)
- Hemma på hemmet (Om åldringsvården)
- Tilltrasslat? (komedi/fars)
- Äktenskap till salu. (Lustspel i en akt)
- Äktenskapet? (Lustspel i en akt. forts. på "Äktenskap till salu")
- Länge leve Hemvärnet (komedi/fars)